# Ulcinj
Ulcinj (albansk bestämd form: Ulqini, obestämd form: Ulqin; italienska: Dulcigno; montenegrinsk och serbisk kyrilliska: Улцињ, Ulcinj) är en ort i kommunen Ulcinj i sydöstra Montenegro, vid gränsen till Albanien. Som enda stad i Montenegro är en stor majoritet av dess befolkning albaner. Folkmängden i centralorten uppgick till 10 828 invånare vid folkräkningen 2011. Hela kommunen hade 20 290 invånare 2011, på en yta av 255 kvadratkilometer.
Ulcinj, som är en av de äldre städerna vid Adriatiska havets kust, är en populär badort med Montenegros längsta sandstrand på 16 kilometers längd, Velika plaža (al: Plazhi i madh, långa stranden). En stor del av stadens näringsliv är idag uppbyggt runt turismen. Ön Ada Bojana som är en populär turistdestination ligger strax söder om Ulcinj vid Bunafloden. En annan populär turistattraktion är Ulcinjs gamla stad.
Sabbatai Zvi, som 1648 sade att han var Messias som återkommit, var från Ulcinj. 

## Namn
Den tidiga historikern Titus Livius (59 f.Kr–17 e.Kr) benämnde staden liksom Plinius den äldre (23–79), som Olcinium och dess äldre namn Colchinium. Namnet Colchinium har innebörden "grundad av [bosättare från] Kolchis". Ptolemaios (90–160) benämner staden som Oulkinion (Ουλκίνιον). Namnet latiniserades därefter till Ulcinium, slaviska Ulcinj (Улцињ), italienska Dulcigno och turkiska Ülgün. Stadens albanska namn som används av stadens befolkning är i bestämd form Ulqini och obestämd Ulqin.

## Geografi
I den östra delen av kommunen bildar floden Bojana (Buna) gräns mot Albanien. Bojanas vatten rinner från Shkodrasjön  till Adriatiska havet. Vid flodens mynning har ett delta uppstått. I deltat ligger ön Ada Bojana. Nordöst om Ulcinj ligger sjön Šas (Liqeni i Shashit).
Stadens centrum kallas för Çarshia (Čaršija) och det delar av staden mellan den äldre delen vid havet och de nyare delarna. 2009 rustades stadsdelen upp genom att bland annat riva upp asfalt och istället lägga gatsten samt att vattenledningar och elektriska system rustades upp. I denna del av staden finns en stor del av stadens butiker och många caféer. Här ligger också två av stadens moskéer: Namazgjahu och Kryepazari.

## Transport
Ulcinj förbinds med övriga Montenegro genom tvåfilig landsväg. Staden har förbindelser med övriga montenegrinska kuststäder genom Jadranska magistrala, den adriatiska kustvägen. För att ta sig till inlandet får man åka om Budva eller via Sozinatunneln vid Sutomore.
I dagsläget finns inga flygplatser kring Ulcinj. Dock ligger både Tivats flygplats (som är mer säsongsbetonad) och Podgoricas flygplats cirka 70 kilometer från staden. Flygplatsen i Podgorica förbinds med ett flertal större europeiska städer året om. Under sommarhalvåret kommer merparten av stadens turister via Tivats flygplats som på senare år rustats upp. 
Ulcinj har också vägförbindelse till Albanien via väg E851 som går via Shkodra mot Pristina i Kosovo. Shkodra är den närmsta större staden från Ulcinj dit det är 40 kilometer.

## Kända personer
Personer som fötts, eller bott i Ulcinj med omgivning inkluderar:
- Miguel Cervantes (1547–1616), spansk författare.
- Gjon Buzuku (1500-talet), albansk präst som skrev den första tryckta boken på albanska.
- Mustafa Alibegu (1893-1977, albansk politiker
- Adrian Lulgjuraj (1980–), albansk sångare som deltog i Eurovision Song Contest 2013.
- Ndoc Martini (1880–1916), albansk målare.
- Rade Tovladijac (1961–), serbisk målare och serieskapare.
- Sabbatai Zvi (1626–1676), grundaren av sabbatianism.